# Carla Meyer-Schlenkrich
Carla Meyer-Schlenkrich (* 1977) ist eine deutsche Historikerin.

## Leben und Wirken
Meyer-Schlenkrich studierte von 1996 bis 2002 an der Otto-Friedrich-Universität Bamberg und der Universität La Sapienza in Rom Germanistik, Journalistik, Literaturvermittlung und Geschichte. Von 2002 bis 2003 hatte sie einen Lehrauftrag in der Altgermanistik an der Otto-Friedrich-Universität Bamberg. Von 2003 bis 2018 war sie an der Ruprecht-Karls-Universität Heidelberg in wechselnden Positionen tätig, als wissenschaftliche Mitarbeiterin am Historischen Seminar, als Geschäftsführerin am Institut für Fränkisch-Pfälzische Geschichte und Landeskunde sowie an den Sonderforschungsbereichen 619 „Ritualdynamik. Soziokulturelle Prozesse in historischer und kulturvergleichender Perspektive“ und 933 „Materiale Textkulturen“. In Heidelberg wurde sie 2007 mit dem Thema Die Stadt als Thema. Nürnbergs Entdeckung in Texten um 1500 promoviert. Für diese Arbeit erhielt sie 2008 eine Auszeichnung der Gesellschaft für Stadtgeschichte und Urbanisierungsforschung e. V. sowie 2011 den Wiener Preis für Stadtgeschichtsforschung. Ebenfalls in Heidelberg habilitierte sie sich 2019 mit der Arbeit Wann beginnt die Papierzeit? Zur Wissensgeschichte eines hoch- und spätmittelalterlichen Beschreibstoffs. Von 2019 bis 2021 arbeitete sie am Historischen Institut der Universität zu Köln und war dort Geschäftsführerin der Forschungsstelle Geschichte Kölns und Akademische Rätin. Seit Dezember 2021 hat sie den Lehrstuhl für Westfälische und Vergleichende Landesgeschichte an der Westfälischen Wilhelms-Universität Münster.
Ihre Schwerpunkte in der Forschung und Lehre sind die Spätmittelalterliche Stadtgeschichte, die Geschichte der Schriftlichkeit, die Wahrnehmungsgeschichte (kollektive Identitäten als Kategorie historischer Darstellungen), die Geschichte der Historiographie, Material Studies und die Vergleichende Landesgeschichte. Seit November 2021 ist sie ordentliches Mitglied der Historischen Kommission für Westfalen.

## Schriften
Monographien
- Wann beginnt die Papierzeit? Zur Wissensgeschichte eines hoch- und spätmittelalterlichen Beschreibstoffs, Habilitationsschrift an der Philosophischen Fakultät der Universität Heidelberg 2019. e-book open access doi.org/10.1515/9783111298931
- Die Stadt als Thema. Nürnbergs Entdeckung in Texten um  1500 (Dissertation), Thorbecke, Ostfildern 2009, ISBN 978-3-7995-4277-7. e-book open access https://digi.ub.uni-heidelberg.de/diglit/mf26 [Wiener Preis für Stadtgeschichtsforschung 2011, Auszeichnung der Gesellschaft für Stadtgeschichte und Urbanisierungsforschung e.V. 2008].

Herausgeberschaften
- In Zusammenarbeit mit Sandra Schultz und Bernd Schneidmüller (Hg.), Papier im mittelalterlichen Europa. Herstellung und Gebrauch (Materiale Textkulturen 7), Berlin/München/Boston 2015. eBook open access doi:10.1515/9783110371413 (19. Mai 2018).
- In Zusammenarbeit mit Christoph Mauntel und Achim Wendt (Hg.), Heidelberg in Mittelalter und Renaissance. Eine Spurensuche in zehn Spaziergängen [Reiseführer], Ostfildern 2014.
- In Zusammenarbeit mit Katja Patzel-Mattern und Gerrit J. Schenk (Hg.), Krisengeschichte(n). „Krise“ als Leitbegriff und Erzählmuster in kulturwissenschaftlicher Perspektive (VSWG Beihefte 210), Stuttgart 2013.
- In Zusammenarbeit mit Maria Effinger und Christian Schneider (Hg.), Der Codex Manesse und die Entdeckung der Liebe. Eine Ausstellung der Universitätsbibliothek Heidelberg, des Instituts für Fränkisch-Pfälzische Geschichte und Landeskunde sowie des Germanistischen Seminars der Universität Heidelberg zum 625. Universitätsjubiläum (Schriften der Universitätsbibliothek Heidelberg 11), unter Mitarbeit von Andrea Briechle, Margit Krenn und Karin Zimmermann, Heidelberg 2010.
- In Zusammenarbeit mit Gerald Schwedler und Karin Zimmermann (Hg.), Rituale und die Ordnung der Welt. Darstellungen aus Heidelberger Handschriften und Drucken des 12. bis 18. Jahrhunderts. Katalog zur  Ausstellung in der Universitätsbibliothek Heidelberg vom 27. September 2008 bis zum 25. Januar 2009 (Schriften der Universitätsbibliothek 8),  Heidelberg 2008. e-book open access doi:10.11588/heibooks.96.116
- In Zusammenarbeit mit Christoph Dartmann (Hg.), Identität und Krise? Konzepte zur Deutung vormoderner Selbst-, Welt- und Fremderfahrungen (Symbolische Kommunikation und gesellschaftliche Wertesysteme 17), Münster 2007.